# Manifestations de 2020 au Kirghizistan
Les manifestations de 2020 au Kirghizistan sont une série de mouvements de contestation qui commencent le 4 octobre à la suite des élections législatives dont les partis d'opposition refusent de reconnaitre les résultats en raison d'irrégularités.
Les manifestants libèrent dans la foulée plusieurs hommes politiques opposés au président Sooronbay Jeenbekov et prennent le contrôle de certains édifices gouvernementaux, menant d'abord à la démission d'une majorité des gouverneurs, ainsi que du Premier ministre Koubatbek Boronov. Plus d'une semaine après le débuts des manifestations, Jeenbekov annonce sa démission et est remplacé de façon intérimaire par Sadyr Japarov, qui est alors Premier ministre depuis sa libération par ses partisans.

## Contexte

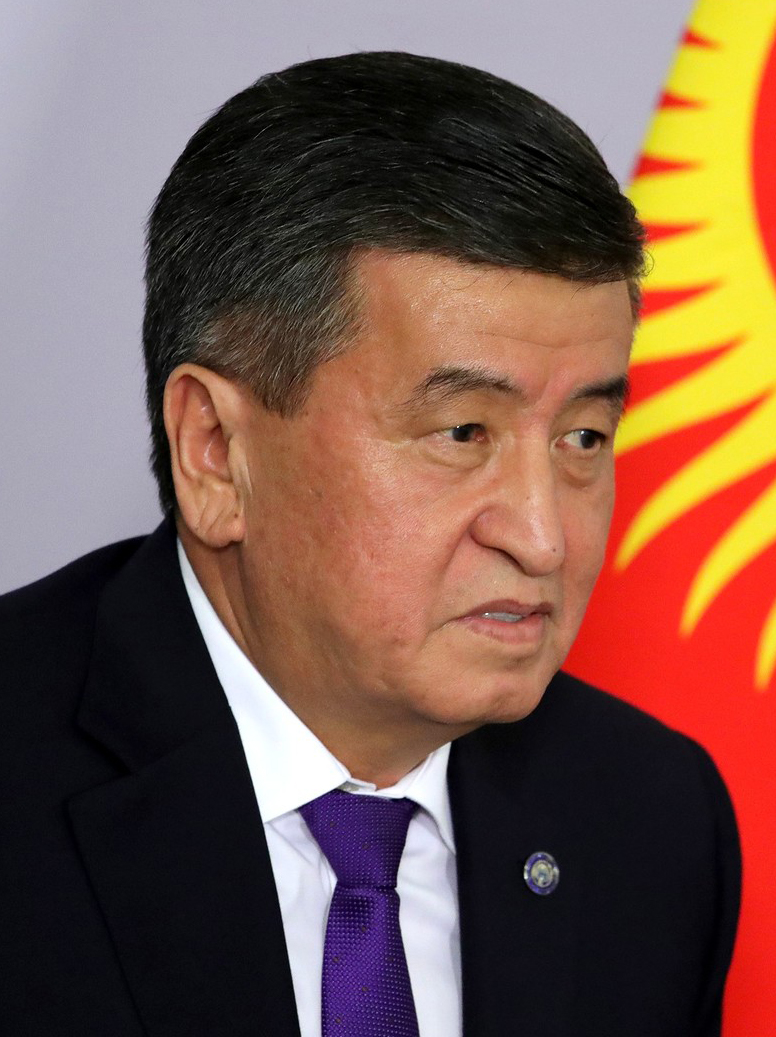
Le président Sooronbay Jeenbekov.

Depuis son indépendance en 1991, le Kirghizistan a connu deux révolutions démocratiques. Une première en 2005 contre le président Askar Akaïev et la deuxième en 2010 contre Kourmanbek Bakiev. La constitution du Kirghizistan de 2010 fixe la durée du mandat présidentiel à six ans mais interdit la réélection immédiate afin d'empêcher l'émergence d'un nouvel autocrate dans le pays.
En 2011, Almazbek Atambaev est élu président. En 2016, il fait adopter par référendum une révision qui revient sur certaines avancées démocratiques et laisse craindre son intention de garder le pouvoir après la fin de son mandat à travers le poste de Premier ministre où il a installé Sapar Isakov, un proche allié. Initialement, la victoire à l'élection présidentielle de 2017 de Sooronbay Jeenbekov, lui aussi ancien Premier ministre, est vue comme un autre moyen pour Atambaev de se maintenir au pouvoir. Cependant, son ancien protégé écarte du pouvoir les proches d'Atambaev dans l'année qui suit son élection. Jeenbekov renverse notamment le gouvernement de Sapar Isakov et incite le Parlement à retirer l'immunité parlementaire d'Atambaev, ce qui conduit finalement à l'arrestation de celui-ci.
En prévision des élections législatives de 2020, le parti social-démocrate du Kirghizistan fait scission entre les pro-Atambaev, les Sociaux-démocrates, et les pro-Jeenbekov, Birimdik (Unité). Les autres partis sont aussi généralement divisés entre supporteurs et opposants du régime en place. Le soir du scrutin, les partis pro-régime remportent une vaste majorité des sièges au Conseil suprême.

## Déroulement

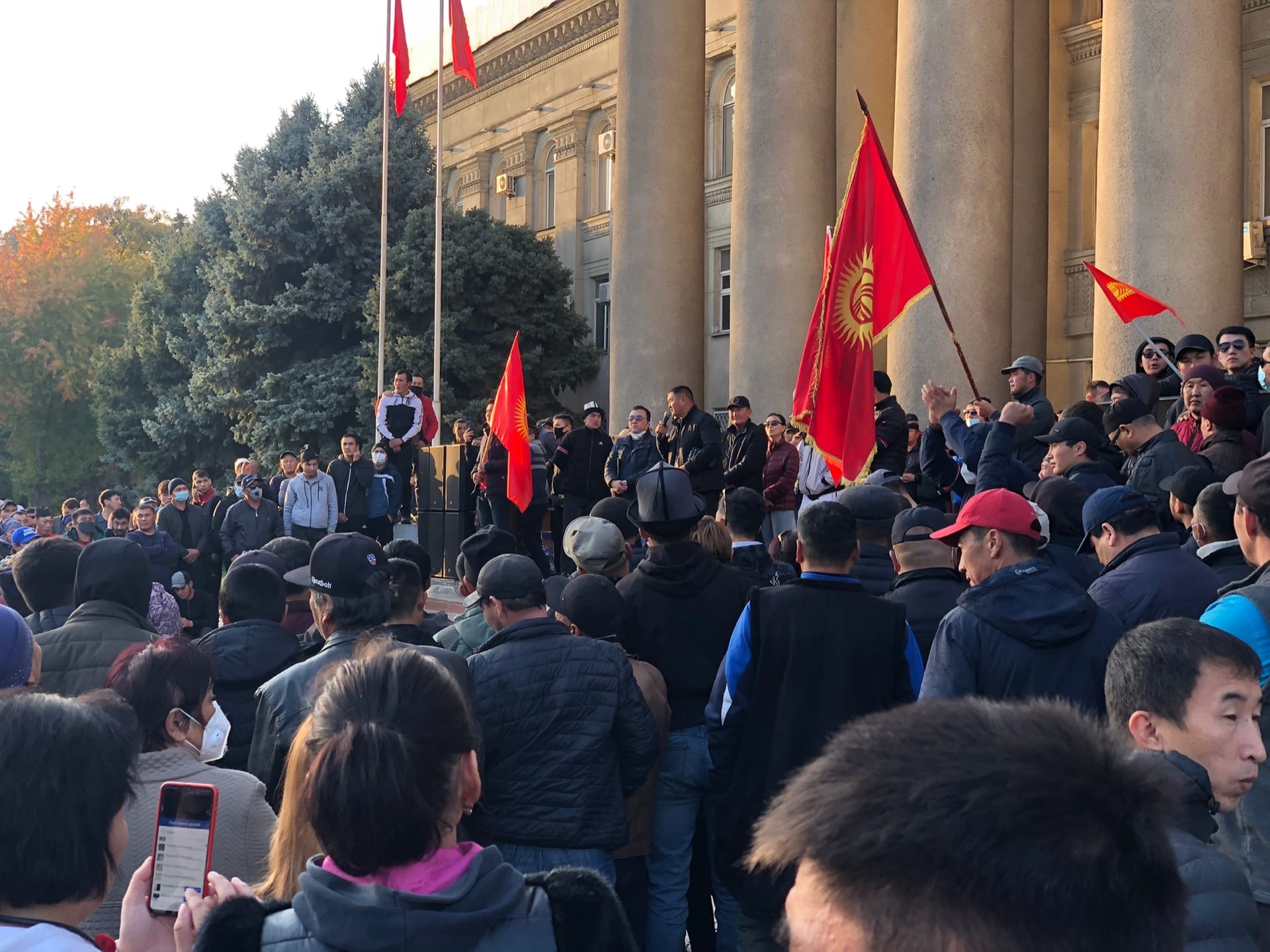
manifestation des partisans de Sadyr Japarov sur la vieille place.

Le soir des élections, le fils d'Almazbek Atambaev, Kadyr, lance un appel aux partis d'opposition d'unir leurs forces pour annuler les résultats du scrutin, jugés illégitimes en raison du niveau de corruption observé. Quelques minutes plus tôt, les partis Ata-Meken et Reforma avaient déjà rejeté les résultats,. Le lendemain, l'opposition se rassemble sur la place Ala-Too pour protester contre le gouvernement. Les partis présent incluent Ata-Meken, Bir Bol, les Sociaux-démocrates et Chon-Kazat. Ils sont plus tard rejoints par le Parti patriotique et Meken Yntymagy. Vers midi, environ 500 personnes sont rassemblées sur la place Ala-Too. En fin de journée, les manifestations se répandent dans le pays, des membres d'Ata-Meken et de Respoublika se rassemblent à Talas alors que de nouveaux partis se rallient aux protestataires à Bichkek.
Le 6 octobre au matin, devant la persistance de la contestation, la commission électorale prononce l'annulation des résultats des élections.
|  |

Au même moment, des manifestants libèrent de prison l'ancien Premier ministre Sapar Isakov et un autre responsable politique, Sadyr Japarov, qui est rapidement désigné Premier ministre par intérim par le Parlement après la démission du gouvernement de Koubatbek Boronov et du président du Parlement Dastan Jumabekov qui est, quant à lui, remplacé par Myktybek Abdyldaev. L'ancien président Almazbek Atambaev est également libéré. Les manifestations poussent alors les gouverneurs de Naryn, Talas, Tchouï, Yssykköl et Bichkek à la démission. Des gouverneurs d'opposition sont également nommés à Och et dans la province homonyme.
Parmi les manifestants, certains demandent la nomination de Japarov comme président, tandis que d'autres préfèrent Isakov. Adakhan Madumarov, dirigeant de Kirghizistan uni, forme un Conseil de coordination le même jour. Celui-ci est élargi et transformé en Conseil de coordination populaire dès le lendemain et désigne Tilek Toktogaziev, du parti Ata-Meken, comme Premier ministre. 
Le 8 octobre, alors que le président demeure introuvable, une partie des députés lancent une procédure de destitution. Après avoir exclu de démissionner, il en accepte le principe à condition qu'un nouveau gouvernement soit investi.
Le lendemain, les partis Respoublika, Ata-Meken, Bir Bol et Réforme désignent Ömürbek Babanov, arrivé second durant la dernière présidentielle, comme candidat au poste de Premier ministre et Toktogaziev comme premier vice-Premier ministre. Cet accord reçoit également le soutien de l'ancien président Atambaev. Peu après, Toktogaziev est blessé lors de heurts entre ses partisans et ceux de Japarov et transporté inconscient à l'hôpital. L'état d'urgence est décrété dans la foulée. Almazbek Baatyrbekov est nommé Premier ministre par intérim par le président Jeenbekov.
Le 10 octobre, Sadyr Japarov est confirmé au poste de Premier ministre par un vote du Conseil suprême cependant que l'ancien président Atambaev est de nouveau incarcéré. L'élection de Japarov est cependant contestée par une partie des députés. Durant cette même réunion du Parlement, son président, Myktybek Abdyldaev, démissionne après que plusieurs parlementaires eurent questionné sa légitimité. Le vice-président, Mirlan Bakirov, prend sa place de façon intérimaire. Kanatbek Isaïev, dirigeant du parti Kirghizistan, est élu comme nouveau président de l'assemblée le 13 octobre 2020. Le décret de nomination de Japarov est envoyé le jour même au président pour signature. Celui-ci le retourne au Parlement.
La désignation de Japarov est de nouveau approuvée par le Parlement le 14 octobre et le président signe son décret de nomination dans la foulée. Celui-ci annonce démissionner une fois les nouvelles législatives tenues. Il démissionne finalement le lendemain. Dans la soirée du 15 octobre, arguant que le président du Parlement a décliné le poste, Japarov annonce assurer l'intérim à la tête de l'État.